# Odplynění magmatu

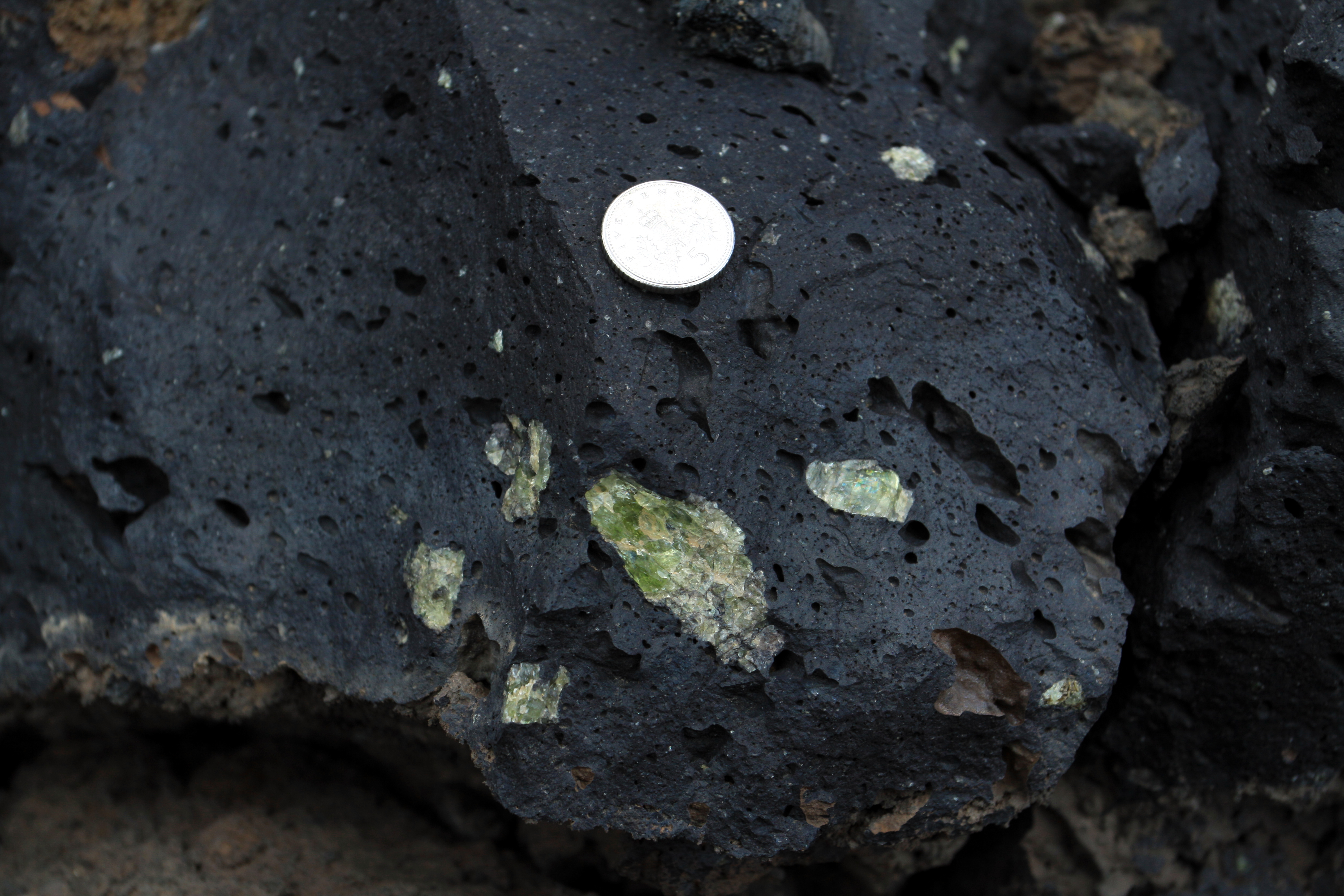
Kus čediče na ostrově Lanzarote obsahující utuhlé bubliny sopečných plynů. Zelené částice představují krystaly olivínu

Odplynění magmatu je proces, během kterého dochází k unikání rozpuštěných sopečných plynů z magmatu. Během odplyňování často dochází k fragmentaci magmatu, kdy expandující bublinky plynu trhají magma na kousky a ty jsou pak vyhazovány do okolí sopky. Vznikají tak například sypané kužele, zvláštní druhy malých sopek, během strombolského typu erupce.
Ne vždy se podaří veškerému plynu z magmatu utéci, často dochází k tomu, že v magmatu zůstane a utuhne společně s ním. V hornině jsou pak vidět charakteristické bublinky, které se mohou vyplnit fluidy umožňující vznik různých minerálních výplní.